# Tillandsia capitata
Tillandsia capitata es una especie de planta epífita dentro del género  Tillandsia, perteneciente a la  familia de las bromeliáceas.  Es originaria de las Antillas y Centroamérica

## Distribución
Es originaria de México, Honduras, Cuba y la República Dominicana.

## Cultivares
- Tillandsia 'Bacchus'[7]
- Tillandsia 'Lorenzo'[7]
- Tillandsia 'Love Knot'[7]
- Tillandsia 'Marron'[7]
- Tillandsia 'Maya'[7]
- Tillandsia 'Old Gold'[7]
- Tillandsia 'Pink Velvet'[7]
- Tillandsia 'Red Fountain'[7]
- Tillandsia 'Río Hondo'[7]
- Tillandsia 'Vicente Bacaya'[7]

## Taxonomía
Tillandsia capitata fue descrita por August Heinrich Rudolf Grisebach y publicado en Catalogus plantarum cubensium. .. 255. 1866.
Etimología
Tillandsia: nombre genérico que fue nombrado por Carlos Linneo en 1738 en honor al médico y botánico finlandés Dr. Elias Tillandz (originalmente Tillander) (1640-1693).
capitata: epíteto latíno que significa "con una cabeza"
Sinonimia
- Tillandsia capitata var. capitata
- Tillandsia tephrophylla Harms	[10][11]